# Laelia anceps
Laelia anceps ist eine Pflanzenart aus der Gattung Laelia in der Familie der Orchideen (Orchidaceae). Die Art ist eine beliebte Zierpflanze, von der viele Varietäten im Handel erhältlich sind.

## Vorkommen
Die Art wächst epiphytisch auf freistehenden Bäumen in den Wäldern von Mexiko, Guatemala und Honduras in Höhenlagen von 500 bis 1500 Metern. An den natürlichen Standorten ist sie häufig direkt dem Sonnenlicht ausgesetzt.

## Merkmale
Wie alle Arten der Gattung wächst Laelia anceps sympodial. Die Pseudobulben sind eiförmig, 5 bis 7 cm groß und seitlich zusammengedrückt und tragen je ein oder zwei bandförmige, etwa 15 cm lange Blätter. Der Blütenstand erreicht eine Länge von 30 bis 70 cm und trägt zwei bis fünf Blüten. Diese sind in Form und Färbung variabel. Sie sind meist blass bis mittelkräftig violett-rosa mit kräftig purpurnem Mittellappen und weißgerandetem, gelbem Schlund mit roten Linien. Ihr Durchmesser liegt bei 8 bis 10 cm, die Kelchblätter sind etwa halb so lang wie die Kronblätter.

## Taxonomie und Systematik
Laelia anceps wurde 1835 durch John Lindley in Edwards's botanical register Band 21 Tafel 1751 erstbeschrieben.
Man kann zwei Unterarten unterscheiden:
- Laelia anceps subsp. anceps: Sie kommt in Mexiko, im südöstlichen Guatemala und im südlichen Honduras vor.[1]
- Laelia anceps subsp. dawsonii (J.Anderson) Rolfe: Sie kommt in den mexikanischen Bundesstaaten Guerrero und Oaxaca vor.[1]